# Trésor de Trébry

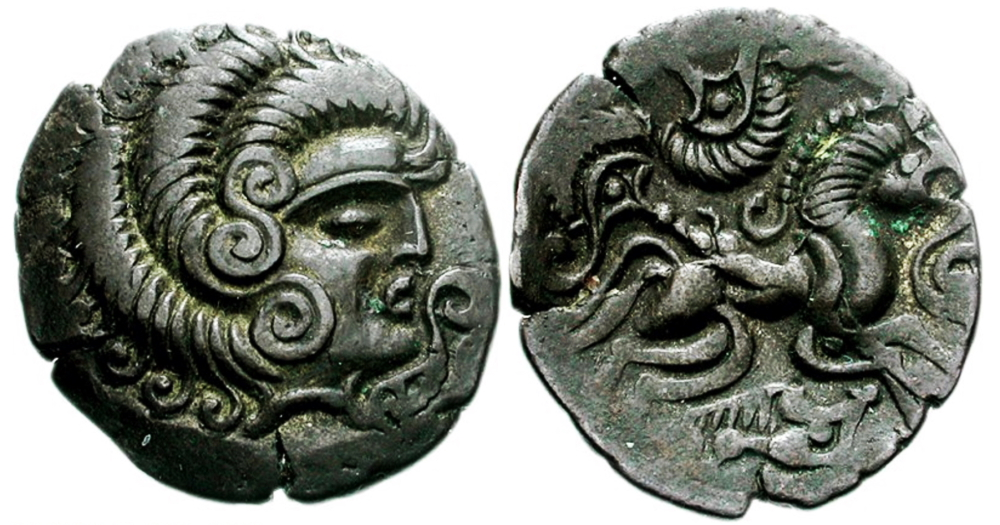
Un statère du type courant comparable à ceux du trésor.

Le Trésor de Trébry est un dépôt monétaire de monnaies gauloises découvert en 1973 à Trébry, dans les Côtes-d'Armor constitué de 1756 statères en argent datant du Ier siècle av. J.-C..

## Découverte et contexte
Le  trésor est découvert en 1973 au  lieu-dit  La  Ville Gourio sur la commune de Trébry. Une  partie  du  trésor  est  conservée  dans  les  musées  de  Rennes  et  de  Saint-Brieuc  et  le  reste  a  été  dispersé en vente publique  en 1977 par l'étude Luce Piollet-Sabatier à Morlaix.

## Composition

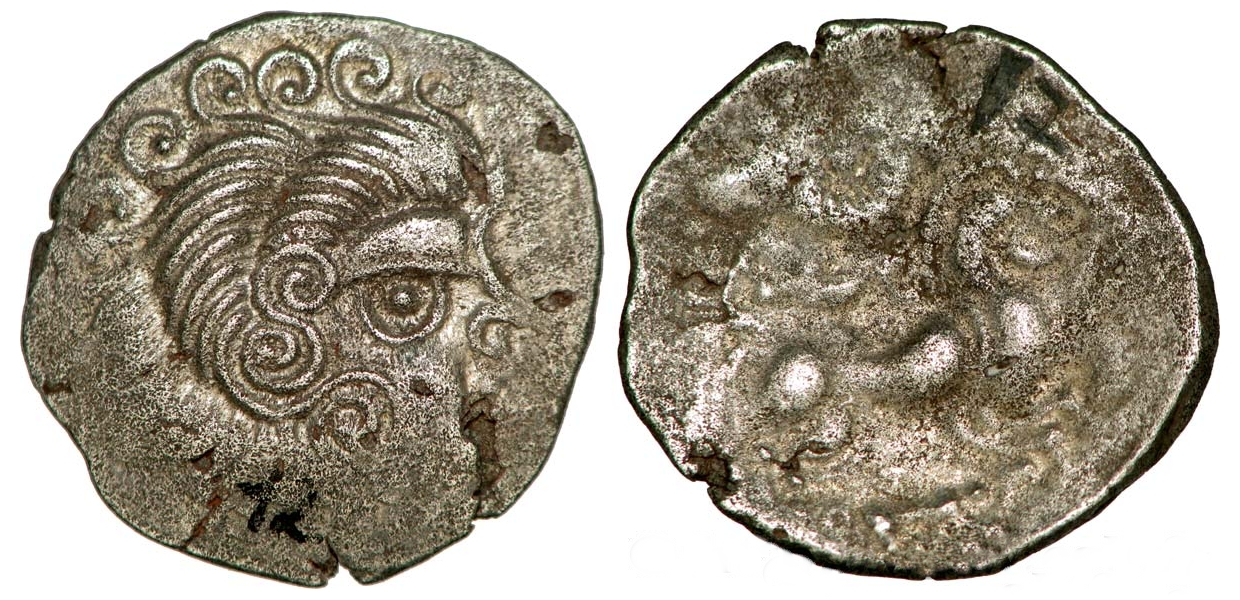
Un des statères du trésor, frappe faible (n°12 dans l'inventaire inscrit à l'encre). Vente CGB.

Les monnaies sont des statères d'argent du peuple Coriosolites, peuple gaulois qui résidait dans le secteur des actuels départements des Côtes-d'Armor et d'Ille-et-Vilaine. Ils ont fourni un grand nombre de monnaies et leur monnayage est bien connu grâce à la découverte de plus d'une vingtaine de trésors trouvés aux alentours de Corseul. Leur modèle est lié aux monnaies du golfe du Morbihan, elles-mêmes dérivées des monnaies macédoniennes qui représentaient une tête d'Apollon couronnée de lauriers avec au revers d'un bige conduit par un aurige). Les monnaies coriosolites dérivent vers  un style plus abstrait, qui expriment un art typiquement celte : un profil humain à chevelure bouclée abondante, tourné vers la droite, et au revers une silhouette équine à tête d'homme, surmontée d'une hampe, avec une lyre ou un sanglier apparaissant parfois entre ses jambes.